# Одалиска

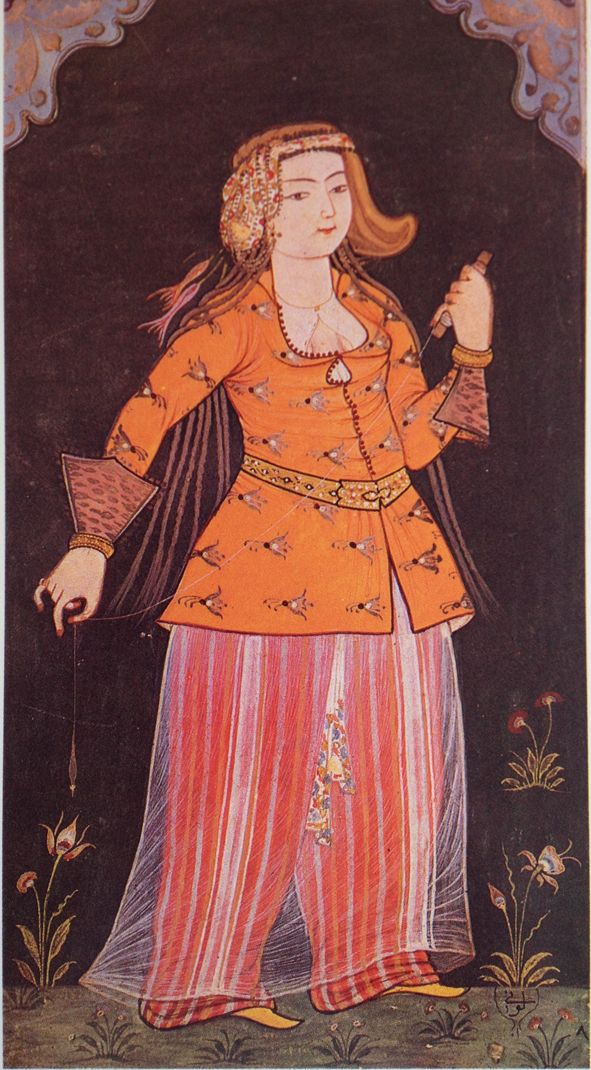
Служанка (одалиска) во дворце Топкапы. Миниатюра Левни, начало XVIII века

Одали́ска (фр. odalisque от осман. اوداليق‎ удали́к — «комнатная девушка») — прислужница в османском гареме. На Западе одалиски воспринимались как наложницы или сексуальные рабыни, хотя в большинстве случаев они были лишь обычными горничными и служанками.

## Этимология
С османско-турецкого языка «одалиска» дословно переводится как «комнатная девушка»: от осман. اودا‎ уда́ — комната. Означает рабыню или прислужницу в гареме. В европейских романах из восточной жизни (вследствие неправильного понимания турецкого слова) — обитательница гарема, наложница. В XVIII веке термин употребляется для обозначения эротического жанра в живописи, где изображена лежащая на боку обнажённая восточная женщина. Словом «одалиска» в русском языке иногда называли наложницу из крепостных девушек.

## История
Одалиски, в отличие от их стереотипных изображений в европейском искусстве, носили во дворце одежду, подобную той, что предназначалась для мужской прислуги. Условия жизни в гареме были строгими и не имели ничего общего с борделями. Одалиски находились на низшей ступени социальной иерархии дворца. Они прислуживали не мужчинам, а госпожам — жёнам, родственницам и матери султана. При наличии у одалиски особых талантов в пении, танцах или внешней красоте её могли взять на обучение для роли наложницы. Благосклонность султана могла повысить статус одалиски, а его личная симпатия и любовь — даже поднять до статуса жены и консорта.

## В искусстве
Образ одалисок привлекал воображение западных художников-ориенталистов XIX века. Эти художники, не видевшие не то что дворца султана, а зачастую даже не бывавшие в Османской империи, изображали картины, нарисованные их воображением. Одалиски обычно изображались молодыми, прекрасными полуобнажёнными женщинами в восточных одеждах и интерьерах. На изображениях они либо возлежали на подушках на фоне ковров и кальяна, либо исполняли танец живота перед своим господином.

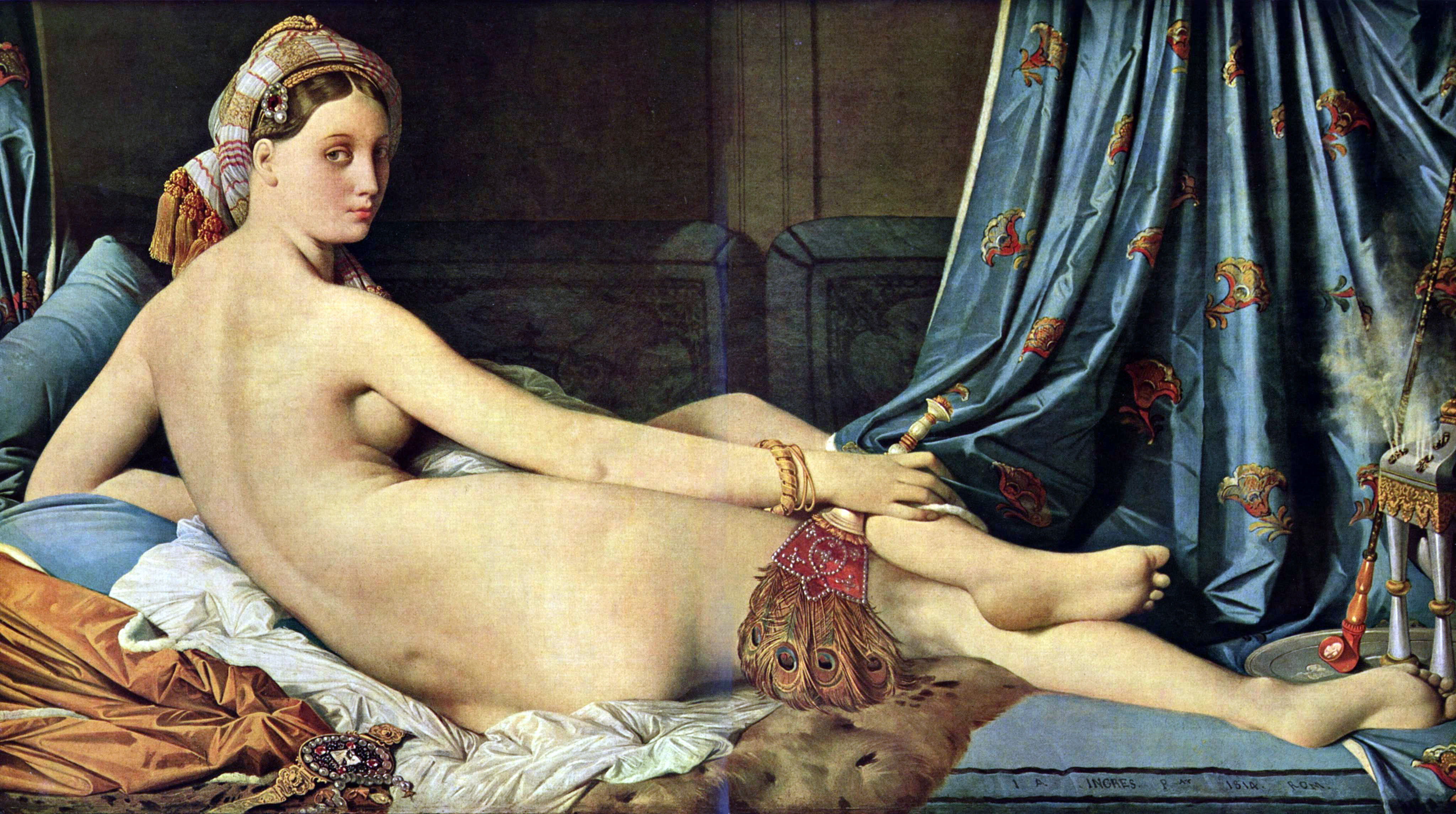
Жан Энгр — Большая одалиска (1814)
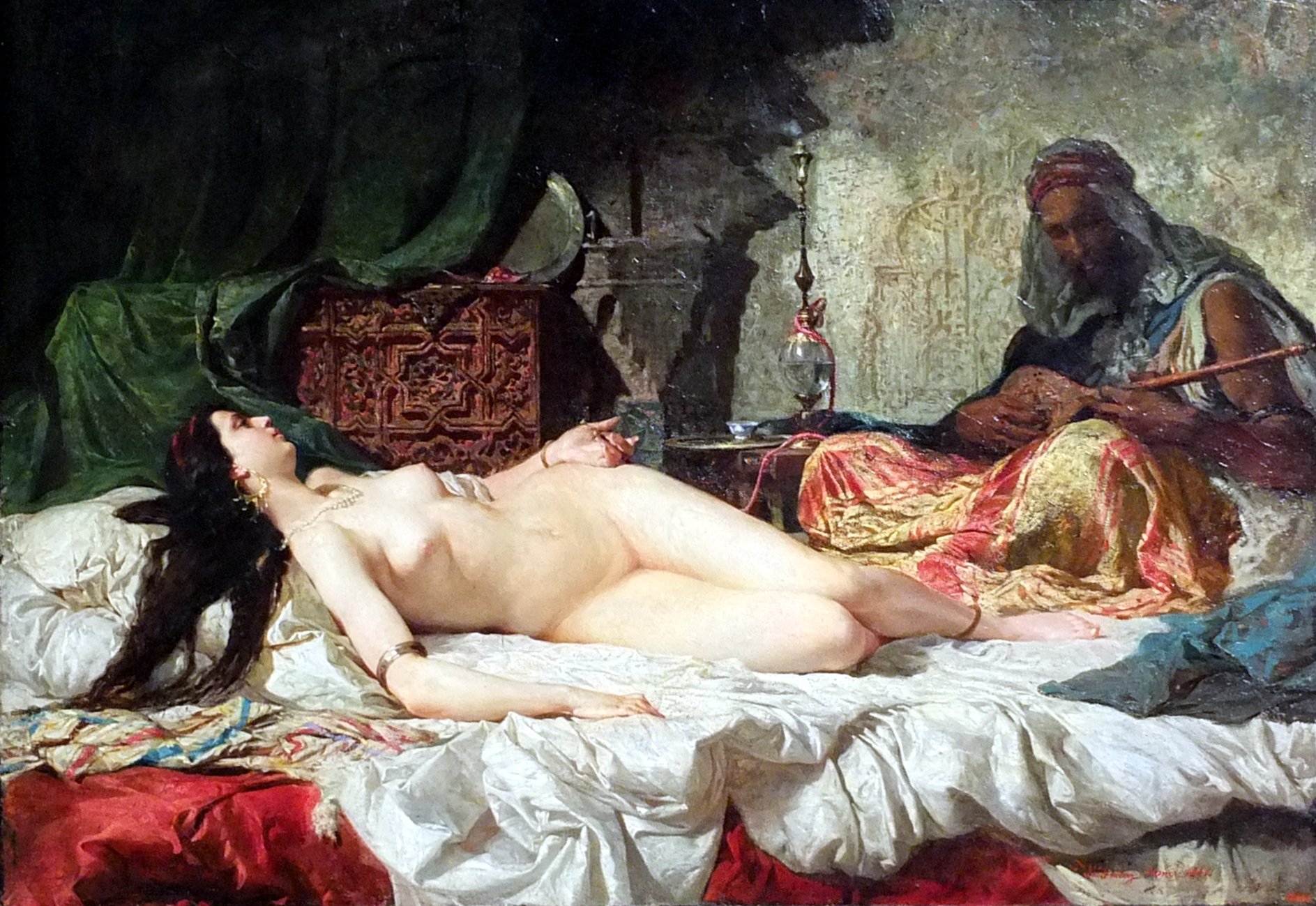
Мариа Фортуни — Одалиска (1861)
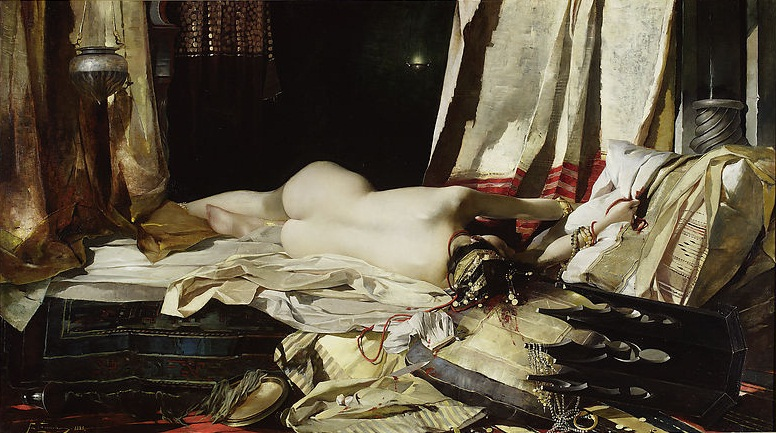
Францишек Жмурко — По приказу падишаха (1881)
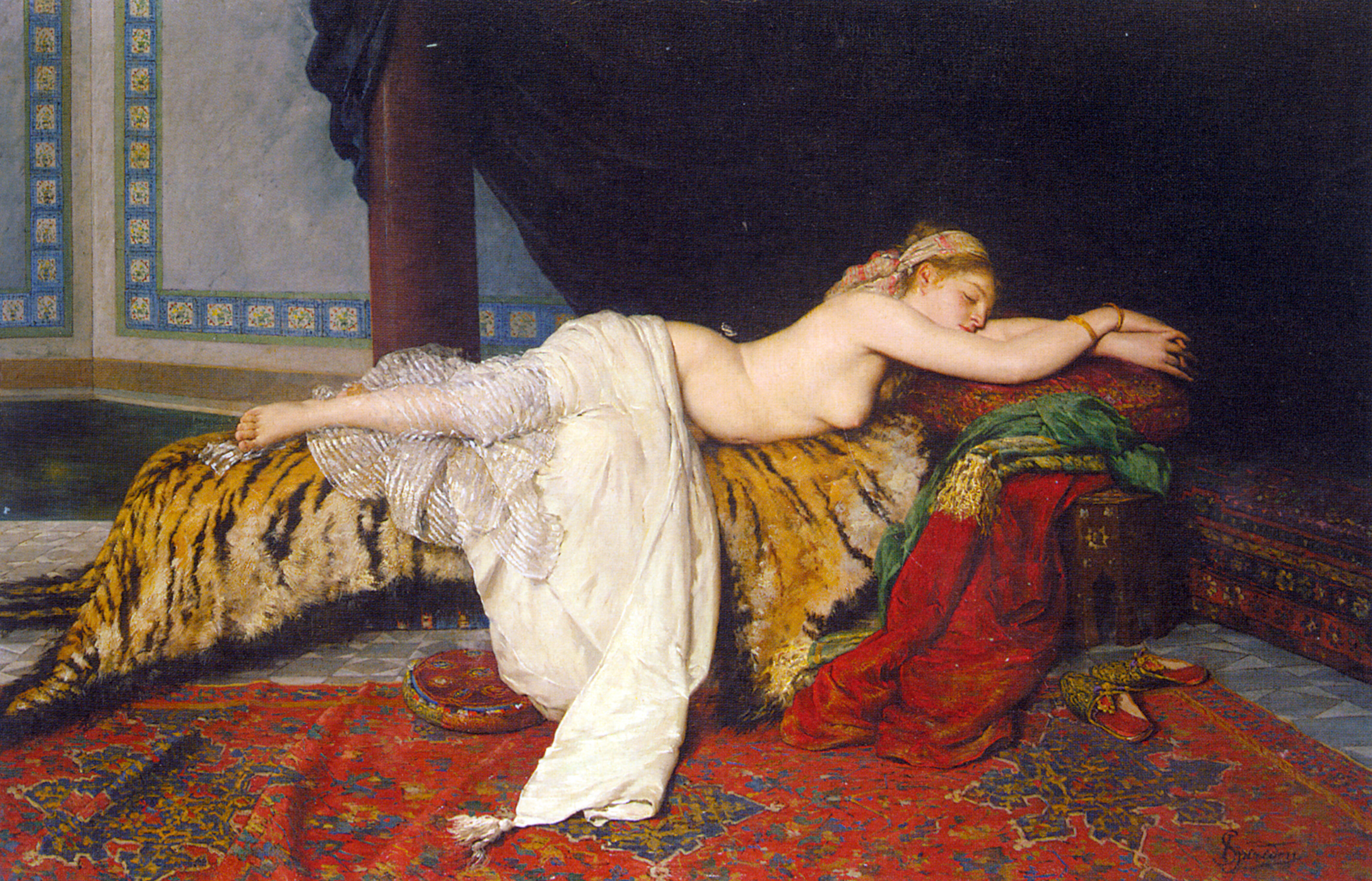
Игнас Спиридон (1848—1930) — Одалиска
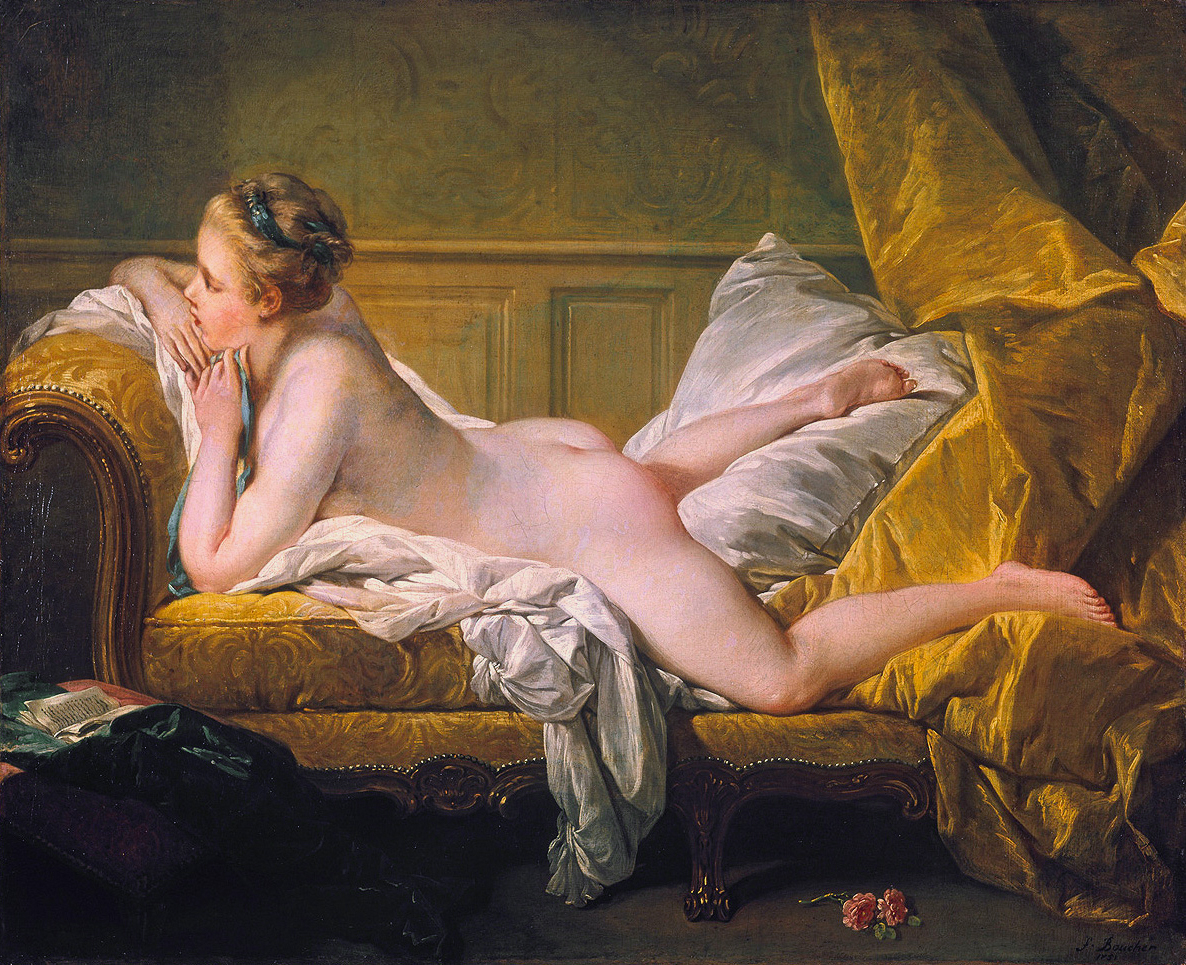
Франсуа Буше — Светловолосая одалиска (1751)
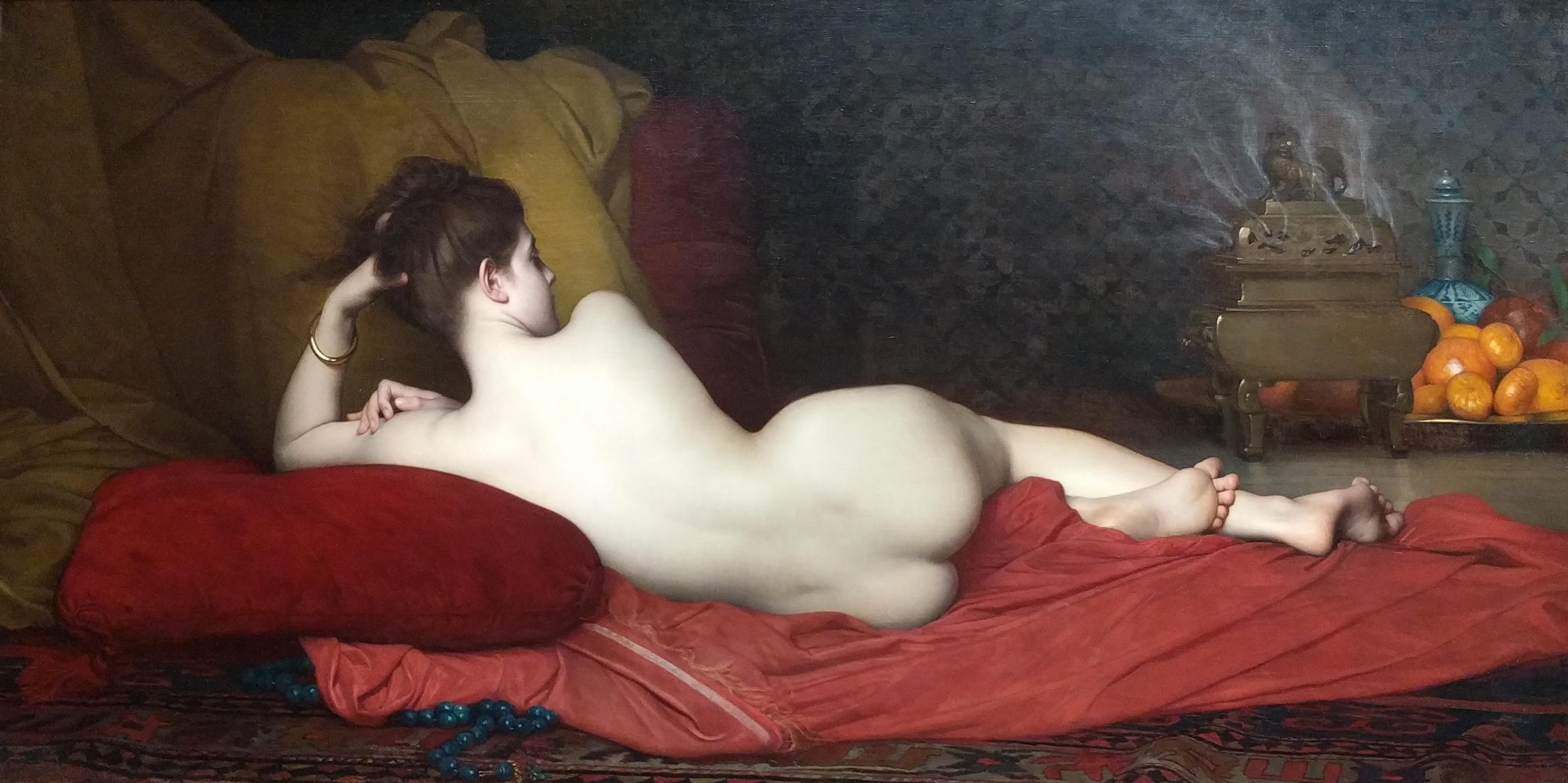
Жюль Лефевр — Одалиска (1874)
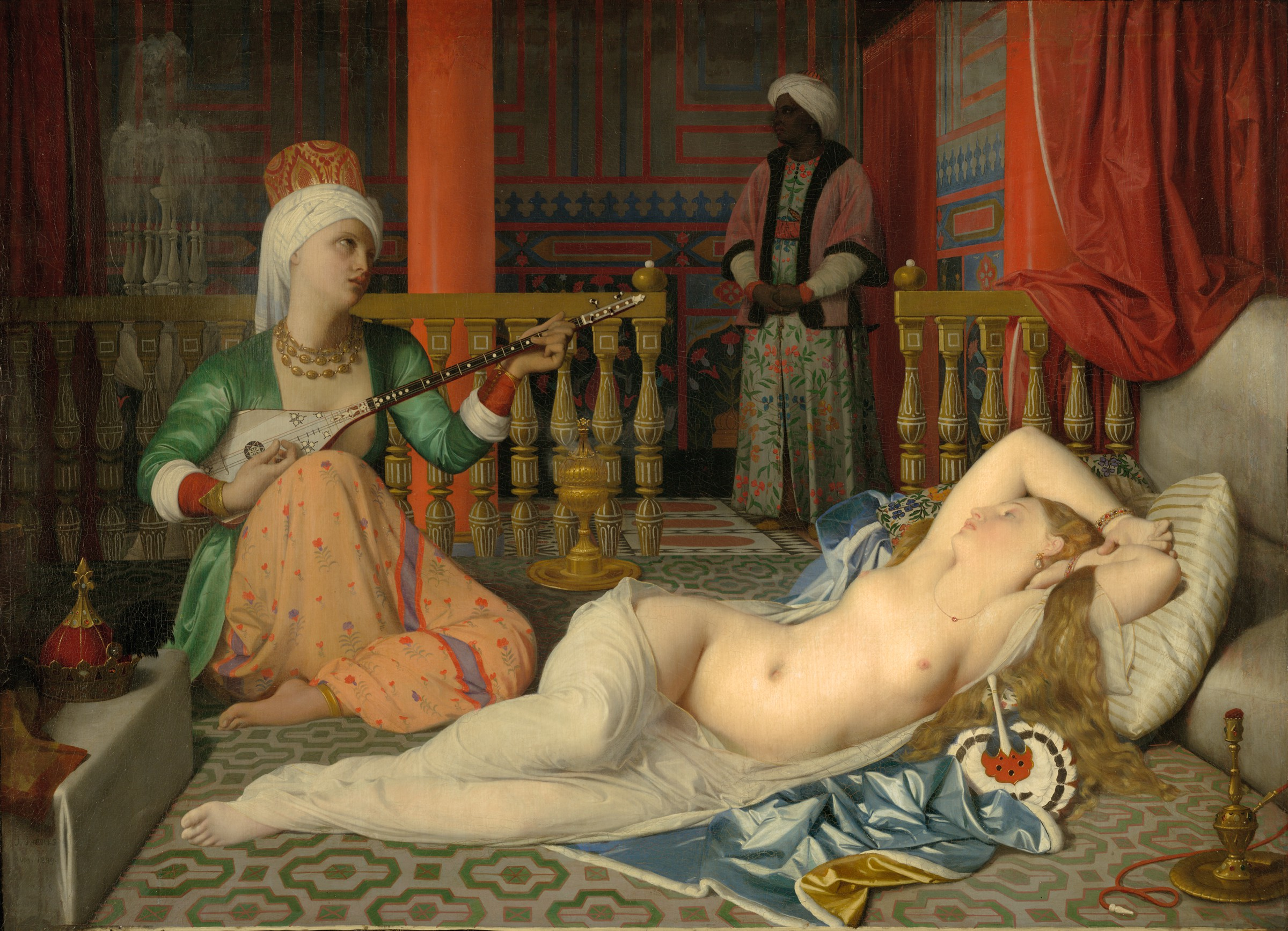
Жан Энгр — Одалиска и рабыня (ок. 1839)
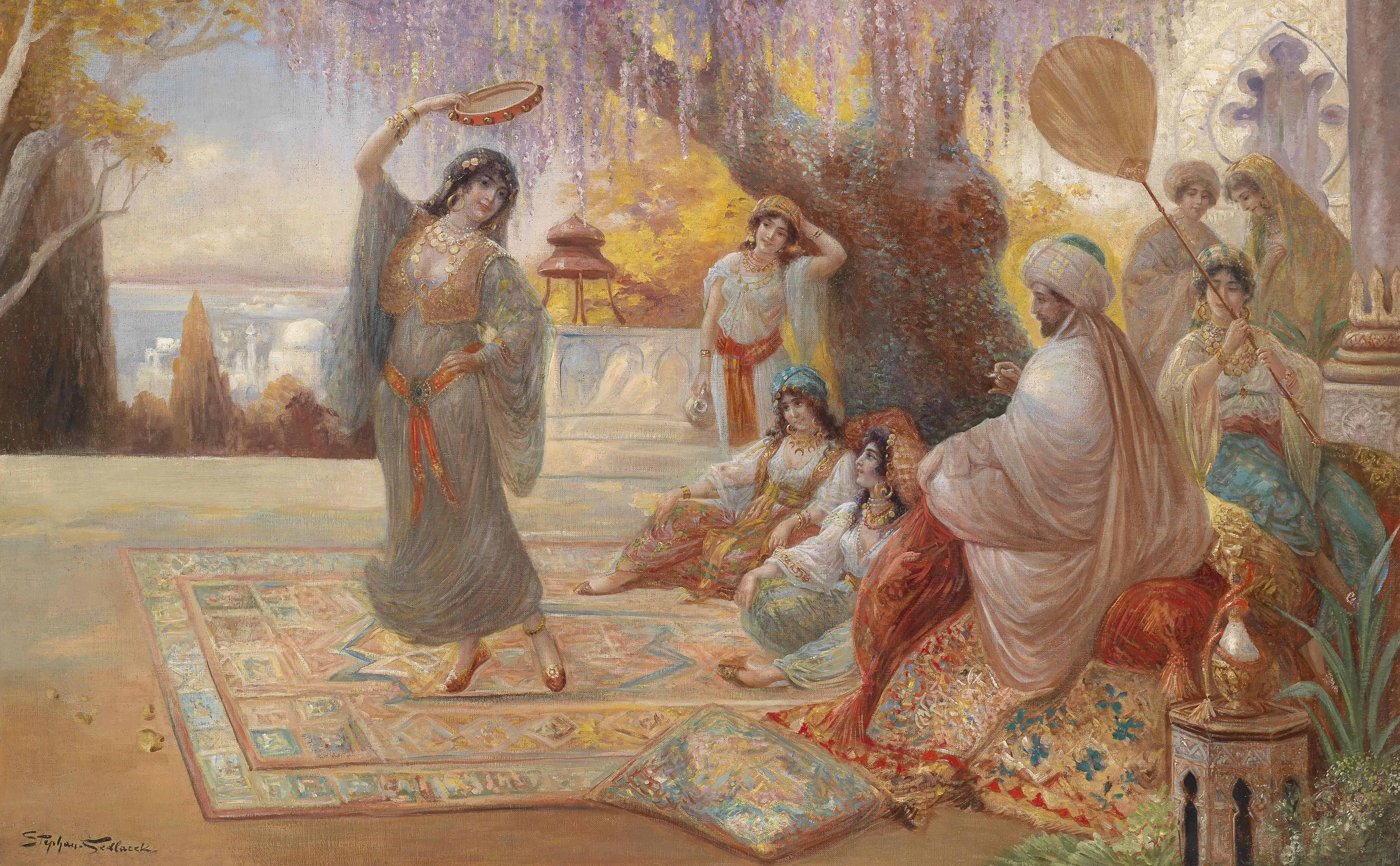
Штефан Седлачек (1868—1936) — Восточная сцена из гарема (конец XIX — начало XX века)
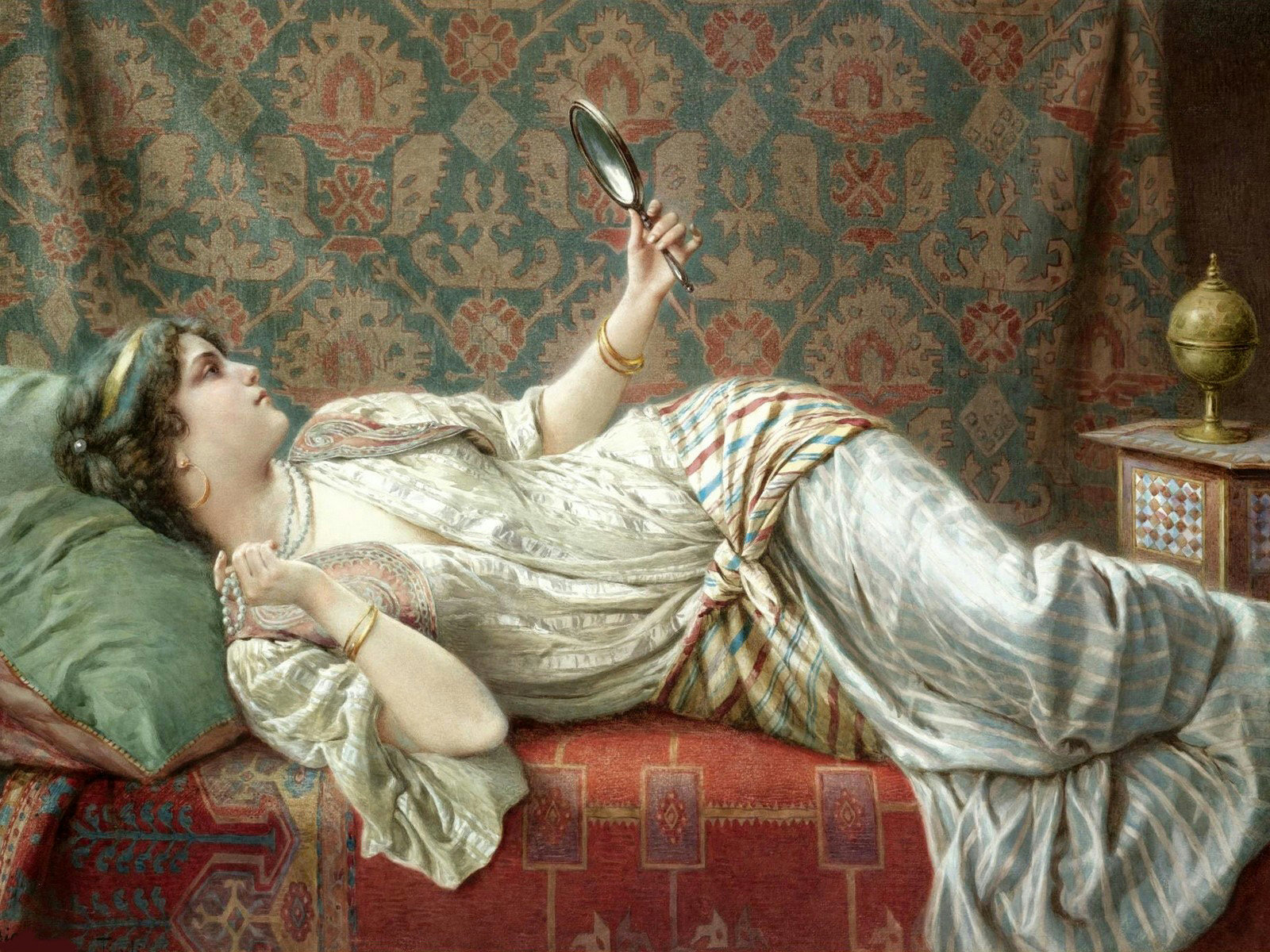
Франческо Болессио[нем.] (1860—1923) — Одалиска
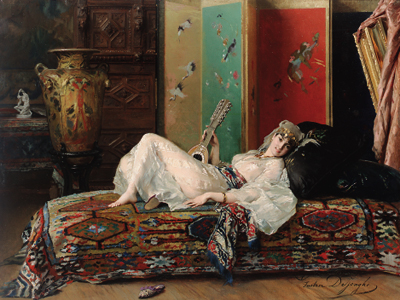
Густав Йонге — Послеобеденная сиеста (ок. 1870)
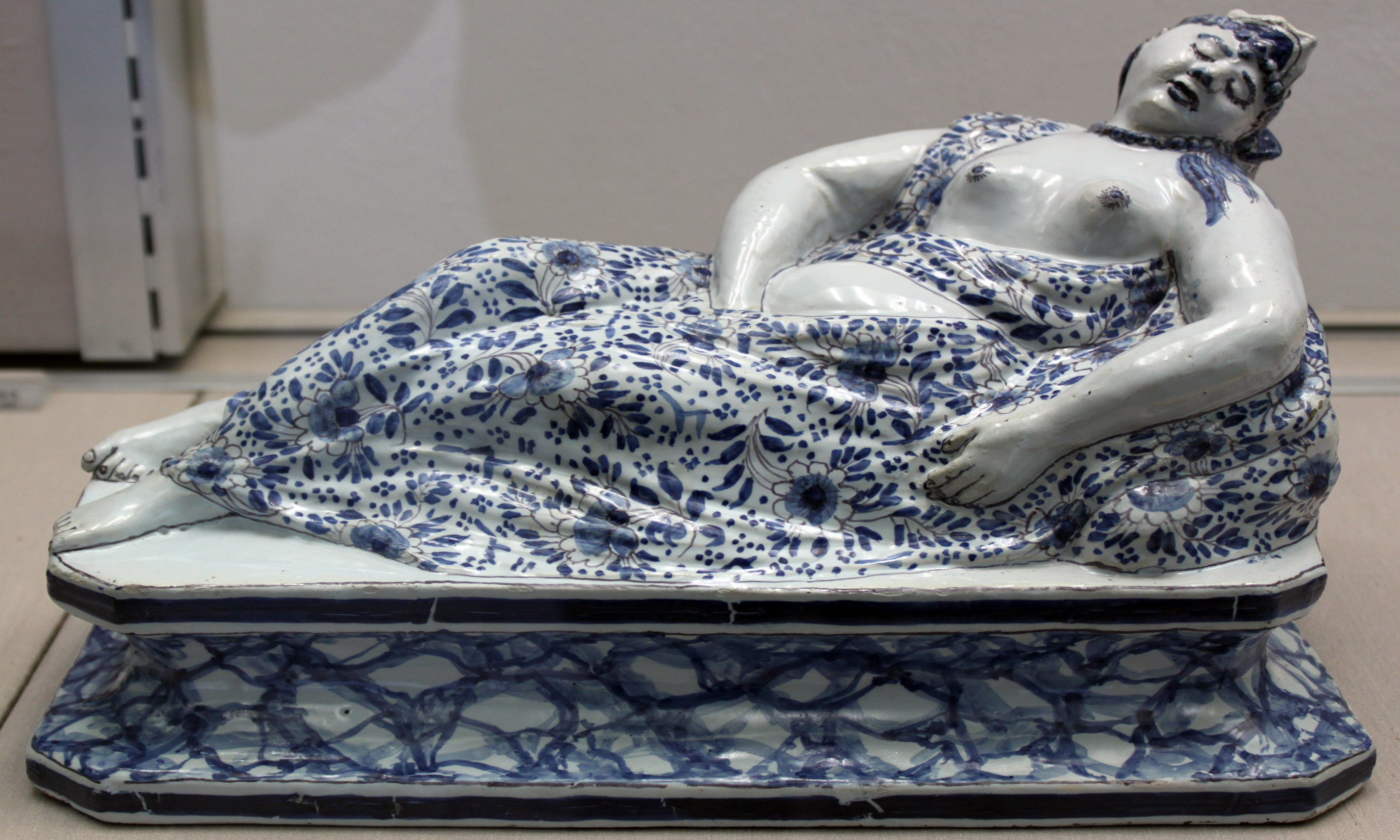
Спящая Одалиска (1745), Немецкий национальный музей в Нюрнберге